# Theodor Harms
Theodor Harms (19. marts 1819 i Hermannsburg – 16. februar 1885 sammesteds) var en tysk præst og missionsdirektør, bror til Ludwig Harms.
I 1849 blev Harms sin broders medhjælper på Missionsskolen i Hermannsburg, 1865 hans efterfølger som præst i
Hermannsburg og leder af missionen der. I 1877 blev han afsat fra præstetjenesten på grund af sin modstand mod borgerligt ægteskab, men grundede straks en frimenighed, til hvilken de fleste i Hermannsburg sluttede sig. Hans skrifter er: Die letzten Dinge (2. oplag 1873, norsk oversættelse 2. oplag 1874), Der Heilsweg (3. oplag 1877), Die Chorwache (2. oplag 1891).